# Agum III.
Agum III. war ein kassitischer König von Babylonien. Er war der Sohn von Kaštiliaš III. und folgte seinem Onkel Ulam-Buriaš auf den Thron.
Nach der Chronik der frühen Könige zog er gegen das Meerland und ergriff Dur-Enlil, wo er den Egalgašešna, den Tempel Enlils zerstörte. Aus Qalʿat al-Bahrain auf Bahrain stammt eine Keilschrifttafel, die in das 4. Regierungsjahr von Agum datiert ist. Die meisten Forscher gehen davon aus, dass es sich dabei um Agum III. handelt. Bereits aus der Regierungszeit von Burna-buriaš II. ist ein kassitischer Statthalter von Dilmun bekannt. André-Salvini ist aber davon überzeugt, dass der Palast des Statthalters zur Zeit von Ili-ippašra abbrannte. Die Verwaltung wurde vielleicht nach Failaka verlegt.